# Graptomyza phyllocera
Graptomyza phyllocera är en tvåvingeart som beskrevs av Hull 1950. Graptomyza phyllocera ingår i släktet Graptomyza och familjen blomflugor. Inga underarter finns listade i Catalogue of Life.